# 31 يناير
- السبت
- الأحد
- الاثنين
- الثلاثاء
- الأربعاء
- الخميس
- الجمعة

- 2827 جمادى الآخرة 1446  هـ
- 2928 جمادى الآخرة 1446  هـ
- 3029 جمادى الآخرة 1446  هـ
- 3130 جمادى الآخرة 1446  هـ
- 11 رجب 1446  هـ
- 22 رجب 1446  هـ
- 33 رجب 1446  هـ
- 44 رجب 1446  هـ
- 55 رجب 1446  هـ
- 66 رجب 1446  هـ
- 77 رجب 1446  هـ
- 88 رجب 1446  هـ
- 99 رجب 1446  هـ
- 1010 رجب 1446  هـ
- 1111 رجب 1446  هـ
- 1212 رجب 1446  هـ
- 1313 رجب 1446  هـ
- 1414 رجب 1446  هـ
- 1515 رجب 1446  هـ
- 1616 رجب 1446  هـ
- 1717 رجب 1446  هـ
- 1818 رجب 1446  هـ
- 1919 رجب 1446  هـ
- 2020 رجب 1446  هـ
- 2121 رجب 1446  هـ
- 2222 رجب 1446  هـ
- 2323 رجب 1446  هـ
- 2424 رجب 1446  هـ
- 2525 رجب 1446  هـ
- 2626 رجب 1446  هـ
- 2727 رجب 1446  هـ
- 2828 رجب 1446  هـ
- 2929 رجب 1446  هـ
- 3030 رجب 1446  هـ
- 311 شعبان 1446  هـ

31 يناير أو 31 كانون الثاني أو يوم 31 \ 1 (اليوم الحادي والثلاثون من الشهر الأوَّل) هو اليوم الحادي والثلاثون (31) من السنة وفقًا للتقويم الميلادي الغربي (الغريغوري). يبقى بعده 334 يومًا لانتهاء السنة، أو 335 يومًا في السنوات الكبيسة.

## أحداث
- 1867 - الزعيم الماروني يوسف بك كرم يغادر لبنان على متن بارجة فرنسية إلى الجزائر إثر رفضه بروتوكول 1861 الذي أسس لمتصرفية جبل لبنان وكان أول شاغلي المنصب رغم اعتراض المملكة المتحدة.
- 1876 - الولايات المتحدة تأمر كل الهنود الحمر بالانتقال إلى المحميات.
- 1915 - ألمانيا تستعمل الغاز السام ضد الروس في الحرب العالمية الأولى.
- 1946 - إعلان الدستور اليوغوسلافي المكتوب على نمط الدستور السوفيتي، ليضم ست جمهوريات هي صربيا وكرواتيا والبوسنة والهرسك والجبل الأسود ومقدونيا وسلوفينيا.
- 1950 - الرئيس الأمريكي هاري ترومان يعلن عن قراره بتأييد تطوير القنبلة الهيدروجينية.
- 1953 -
  - السلطات الفرنسية تعتقل الحبيب بورقيبة.
  - الفيضانات تغرق 1800 شخص في هولندا.
- 1958 إطلاق القمر الصناعي إكسبلورر 1، أول الأقمار الصناعية للولايات المتحدة.
- 1978 - أمير دولة الكويت الشيخ جابر الأحمد الصباح يعلن تزكيته للشيخ سعد العبد الله السالم الصباح لمنصب ولي العهد.
- 1990 -
  - تفجر الصراع على السلطة في الشطر الشرقي من بيروت بين رئيس الحكومة العسكرية ميشال عون والقوات اللبنانية بقيادة سمير جعجع.
  - افتتاح أول مطعم من سلسلة مطاعم ماكدونالدز في العاصمة السوفيتية موسكو، وكان افتتاح هذا المطعم بموسكو بمثابة علامة على تغيّر الزمن في الاتحاد السوفيتي.
- 1996 - هجوم انتحاري في العاصمة السريلانكية كولمبو تعرض له البنك المركزي السريلانكي عندما إصطدمت سيارة محملة بالمتفجرات بمبناه الواقع في قلب حي المال بالعاصمة، وحمّلت الحكومة السريلانكية منظمة نمور التاميل الإنفصالية المسؤولية عن الهجوم.
- 2009 - البرلمان الصومالي ينتخب رئيس اتحاد المحاكم الإسلامية شريف شيخ أحمد رئيسًا للصومال.
- 2010 - المنتخب المصري يفوز بكأس الأمم الأفريقية للمرة الثالثة على التوالي والسابعة في تاريخه بعد تغلبه على المنتخب الغاني بهدف لصفر وذلك في البطولة التي أقيمت في أنغولا.
- 2015 - انتخاب سيرجيو ماتاريلا رئيسًا لِإيطاليا.
- 2016 - مقتل 60 شخصًا على الأقل وجرح 110 آخرين في تفجيرات بمنطقة السيدة زينب في ريف دمشق في سوريا و«داعش» يتبنى الهجمات.
- 2018 - حدوث خسوف كلي للقمر ويُعتبر أول خسوف للقمر الأزرق العملاق في عام 2018.
- 2020 -
  - المملكة المتحدة تنسحب من الاتحاد الأوروپي بعد 47 سنة من العُضويَّة، لتبدأ فترة انتقالية من 11 شهرًا.
  - منظمة الصحة العالمية تعلن أن فيروس كورونا أصبح يمثل حالة طوارئ صحية عالمية، وذلك مع ظهور حالات إصابة في دول أخرى غير الصين.
- 2024 - إبراهيم إسماعيل يؤدي اليمين الدستورية ليُصبح الحاكم السابع عشر لماليزيا.

## مواليد
- 1512 - هنريك، ملك البرتغال.
- 1543 - توكوغاوا إيه-ياسو، شوغون اليابان.
- 1597 - جان فرنسوا راجيس، قدّيس فرنسي.
- 1797 - فرانز شوبرت، موسيقار نمساوي.
- 1868 - تيودور ويليام ريتشاردز، عالم كيمياء أمريكي حاصل على جائزة نوبل في الكيمياء عام 1914.
- 1881 - إرفينغ لانغموير، عالم كيمياء أمريكي حاصل على جائزة نوبل في الكيمياء عام 1932.
- 1883 - هاينريش كويرنغ، إحاثي ألماني.
- 1884 - تيودور هويس، رئيس ألمانيا الغربية.
- 1902 - ألفا ميردال، دبلوماسية سويدية حاصلة على جائزة نوبل للسلام عام 1982.
- 1905 - جون أوهارا، كاتب أمريكي.
- 1919 - مرتضي المطهري، عالم وفيلسوف إسلامي ومفكر وكاتب شيعي إيراني، ومن منظّري الجمهوریة الإسلامیة في إيران.
- 1921 - كارول تشانينج، ممثلة ومغنية أمريكية.
- 1929 - ردولف موسباور، عالم فيزياء ألماني حاصل على جائزة نوبل في الفيزياء عام 1961.
- 1930 - يوسف عوف، كاتب مصري.
- 1933 - برناردو بروفنزانو، رجل مافيا إيطالي.
- 1934 - دريد لحام، ممثل سوري.
- 1935 - كنزابورو أوي، أديب ياباني حاصل على جائزة نوبل في الأدب عام 1994.
- 1937 - نبيل الهجرسي، ممثل مصري.
- 1938 -
  - بياتريكس، ملكة هولندا.
  - خيري شلبي، كاتب وروائي مصري.
- 1957 - أحمد بن إبراهيم الحربي، شاعر وكاتب قصصي سعودي.
- 1958 - مأمون الفرخ، ممثل ومخرج سوري.
- 1961 - سليم الصايغ، سياسي لبناني.
- 1963 - رمضان خاطر، ممثل مصري.
- 1971 -
  - لي يونغ آي، ممثلة كورية جنوبية.
  - باتريسيا فيلاسكيز، ممثلة فنزويلية.
- 1975 - بريتي زينتا، ممثلة هندية.
- 1976 - تراينوس ديلاس، لاعب كرة قدم يوناني.
- 1978 - يحيى بيازي، ممثل سوري.
- 1979 - دانيال تاميت، كاتب ومحاضر بريطاني.
- 1981 -
  - جستين تيمبرلك، مغني وممثل أمريكي.
  - أمريتا أرورا، ممثلة هندية.
  - خوليو أرسا، لاعب كرة قدم أرجنتيني.
- 1982 -
  - أندرياس غورليتز، لاعب كرة قدم ألماني.
  - سالفاتوري ماسيلو، لاعب كرة قدم إيطالي.
- 1983 - فابيو كوالياريلا، لاعب كرة قدم إيطالي.
- 1984 - جيريمي وارينر، لاعب أولمبي لرياضة ألعاب القوى من الولايات المتحدة.
- 1985 -
  - نواف المهنا، ممثل ومخرج سعودي.
  - آدام فدريكي، لاعب كرة قدم أسترالي.
- 1986 - ياسمين كساب، ممثلة مصرية.

## وفيات
- 743 - محمد الباقر، الإمام الخامس لدى الشيعة الاثنا عشرية.
- 1580 - هنريك، ملك البرتغال.
- 1659 - قيصر أباكزي، فيلسوف مجري.
- 1729 - ياكوب روغيفين، مستكشف هولندي.
- 1736 - فيليبو يوفارا، معماري إيطالي.
- 1921 - عبد اللطيف بن عبد الرحمن الملا، فقيه حنفي وقاضي سعودي.
- 1932 - مصطفى نجا، عالم مسلم ومتصوف لبناني.
- 1933 - جون غلزورثي، أديب إنجليزي حاصل على جائزة نوبل في الأدب عام 1932.
- 1955 - جون راليه موت، مبشر أمريكي حاصل على جائزة نوبل للسلام عام 1946.
- 1973 - ركنر فرش، اقتصادي نرويجي حاصل على جائزة نوبل في العلوم الاقتصادية عام 1969.
- 1990 - رشاد خليفة، مواطن أمريكي من أصل مصري ادعى النبوة وشكك بمصداقية القرآن.
- 2008 - خليل إسماعيل، ممثل كويتي.
- 2012 - سهير الباروني، ممثلة مصرية من أصل ليبي.
- 2014 - زيزي البدراوي، ممثلة مصرية.
- 2021 - ميشال المر، سياسي لبناني.
- 2025 -
  - محمد الطويان، ممثل سعودي.
  - ناصر الصالح، ملحن سعودي.

## أعياد ومناسبات
- اليوم الوطني في ناورو.

## وصلات خارجية
- وكالة الأنباء القطريَّة: حدث في مثل هذا اليوم.
- النيويورك تايمز: حدث في مثل هذا اليوم.
- BBC: حدث في مثل هذا اليوم.